# Oruro
 (décembre 2011).
Oruro est une ville de Bolivie, capitale du département d'Oruro et chef-lieu de la province de Cercado. Elle est située entre les deux capitales du pays : à 197 km au sud-est de La Paz et à 230 km au nord-ouest de Sucre, près des rives du lac Uru Uru. Sa population s'élève à 264 683 habitants en 2012, ce qui en fait la cinquième ville du pays en nombre d'habitants. 

## Histoire

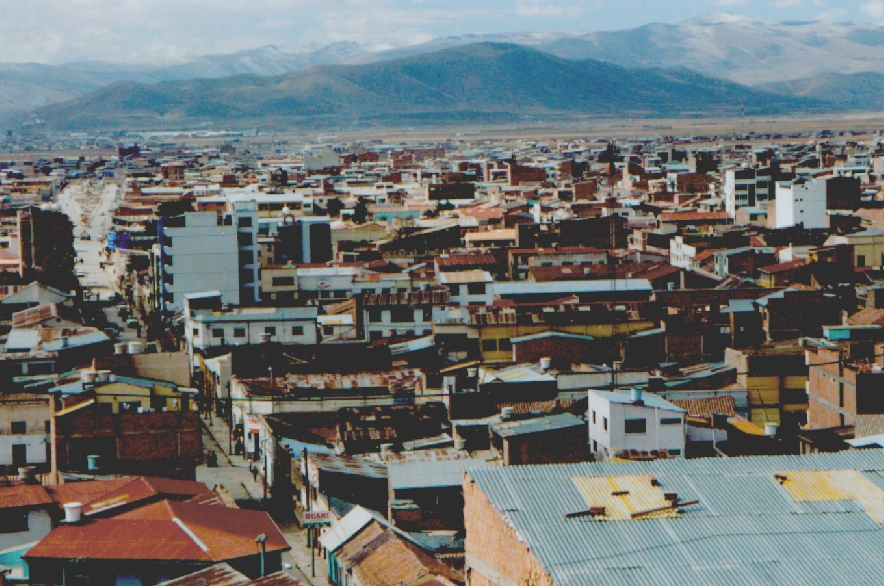
Oruro vers 2003.

La ville est fondée en 1606 comme centre minier d'argent. Elle s'appelle alors « Ville Royale de Don Felipe de Austria » en l'honneur du roi d'Espagne Philippe III.
Elle est abandonnée lorsque les veines du précieux métal s'épuisent mais est rétablie à la fin du XIXe siècle comme centre minier d'étain. Pendant un temps la mine d'étain « La Salvadora » est la plus importante du monde. Cette ressource s'épuise progressivement à son tour et Oruro connaît un second déclin.

## Démographie
En 1678, la ville compte 150 000 habitants.
En 1983, il y a 130 000 habitants.

## Économie et tourisme
La ville tente actuellement de remédier à son déclin en essayant d'attirer de nombreux touristes. Cela grâce notamment au Carnaval reconnu par l'UNESCO comme patrimoine culturel de l'humanité. On y voit des danses telles que la diablada, la morenada, los tobas, los caporales, la saya, la kullawada et d'autres.
À l'époque du mardi gras, la ville voit affluer un nombre considérable de touristes venus du monde entier pour assister ou participer aux festivités.
La ville en elle-même n'offre que peu d'intérêt. Mais sa situation près des rives du lac Uru Uru en fait un centre de pêche sportive bien fréquenté. Le lac très poissonneux permet entre autres de belles prises du fameux « Pejerrey » ou Odontesthes bonariensis, poisson délicieux très apprécié des gastronomes, originaire du Río de la Plata et introduit dans le lac, où il a bien prospéré.

## Transport et communications
La ville est le principal carrefour ferroviaire du pays avec Uyuni. Elle est reliée au nord à La Paz, avec bifurcation vers le port chilien d'Arica. Au sud, elle communique avec Uyuni, Potosí et le réseau argentin. De plus, une branche de la ligne franchit les Andes et aboutit directement au grand port chilien d'Antofagasta, et aussi à celui d'Iquique, tous deux sur l'Océan Pacifique.
Enfin, à l'est la voie ferrée mène à Cochabamba puis à Aiquile où elle se termine en cul-de-sac. Mais la construction d'une nouvelle section entre cette dernière et Santa Cruz de la Sierra, reliera bientôt tout l'occident bolivien à Santa Cruz, donc au Brésil. Lorsque ce tronçon sera terminé, on pourra dire que la ville d'Oruro sera un passage incontournable sur la grande voie ferrée reliant le sud-est du Brésil industrialisé et le Pacifique, donc l'extrême orient asiatique.
Mais la ville est sans conteste un tout aussi grand carrefour routier. Elle est en effet reliée au nord-ouest à La Paz, au nord-est à Cochabamba et au-delà à Santa Cruz, donc au Brésil. Au sud-est, deux grandes routes mènent à Potosí et au territoire argentin, ainsi qu'à Sucre et au-delà à Tarija et au Chaco. Enfin la nouvelle grand-route Oruro-Pisagua (Chili), l'un des projets de l'IIRSA, mène droit au grand port d'Iquique. Comme on le constate, dans le domaine routier, Oruro est aussi une des grandes plaques tournantes du fameux axe interocéanique de l'IIRSA, reliant le Brésil atlantique au Chili du Pacifique, et qui devrait constituer la véritable épine dorsale du Mercosur.

## Évêché
- Diocèse d'Oruro
- Cathédrale d'Oruro

## Sport
La ville dispose de plusieurs clubs de football ayant évolué dans le championnat bolivien :
- Oruro Royal
- Alianza Oruro
- CS San José Oruro

## Enseignement
- Université technique d'Oruro

## Personnalités liées à la ville
- Luis Ramiro Beltrán (1930-2015), journaliste, écrivain et théoricien de la communication bolivien, est né à Oruro.
- Anténor Patiño (1896-1982), homme d'affaires et collectionneur d'art bolivien, est né à Oruro.

## Sources
- (es) Site de l'IIRSA avec les projets pour Oruro